# Hôpital Albert-Chenevier
L’hôpital Albert-Chenevier est un hôpital de l'Assistance publique de Paris situé à Créteil dans le Val-de-Marne.
Il a une capacité de 463 lits répartis dans différents pavillons disséminés dans un grand parc, à l'opposé du monolithisme du centre hospitalier universitaire Henri-Mondor.
Il constitue avec les hôpitaux Henri-Mondor, Joffre-Dupuytren, Georges-Clémenceau et Emile-Roux un groupe hospitalier de l'AP-HP.
Il est baptisé en hommage à Albert Chenevier (1875-1939), juriste et secrétaire général de l'APHP.

## Activités
Il est organisé avec l'hôpital Henri-Mondor en 10 pôles d'activités.
Cet hôpital propose des soins en psychiatrie (de secteur et hospitalo-universitaire), neurologie, rééducation digestive, réadaptation cardiaque, médecine interne, gériatrie, soins palliatifs et chirurgie dentaire.